# Унгурлікан
Унгурлікан — середньовічна копальня бірюзи в Ташкентській області (середньовічний Чач). Бірюза залягає в штоках і дайках магматичного походження. Ширина рудних зон становила тут 10 — 15 м, глибина мінералізації — до 60 м, простягання кварц-бірюзових жилок — декілька сотень метрів.